# Theater des Gesellenvereins

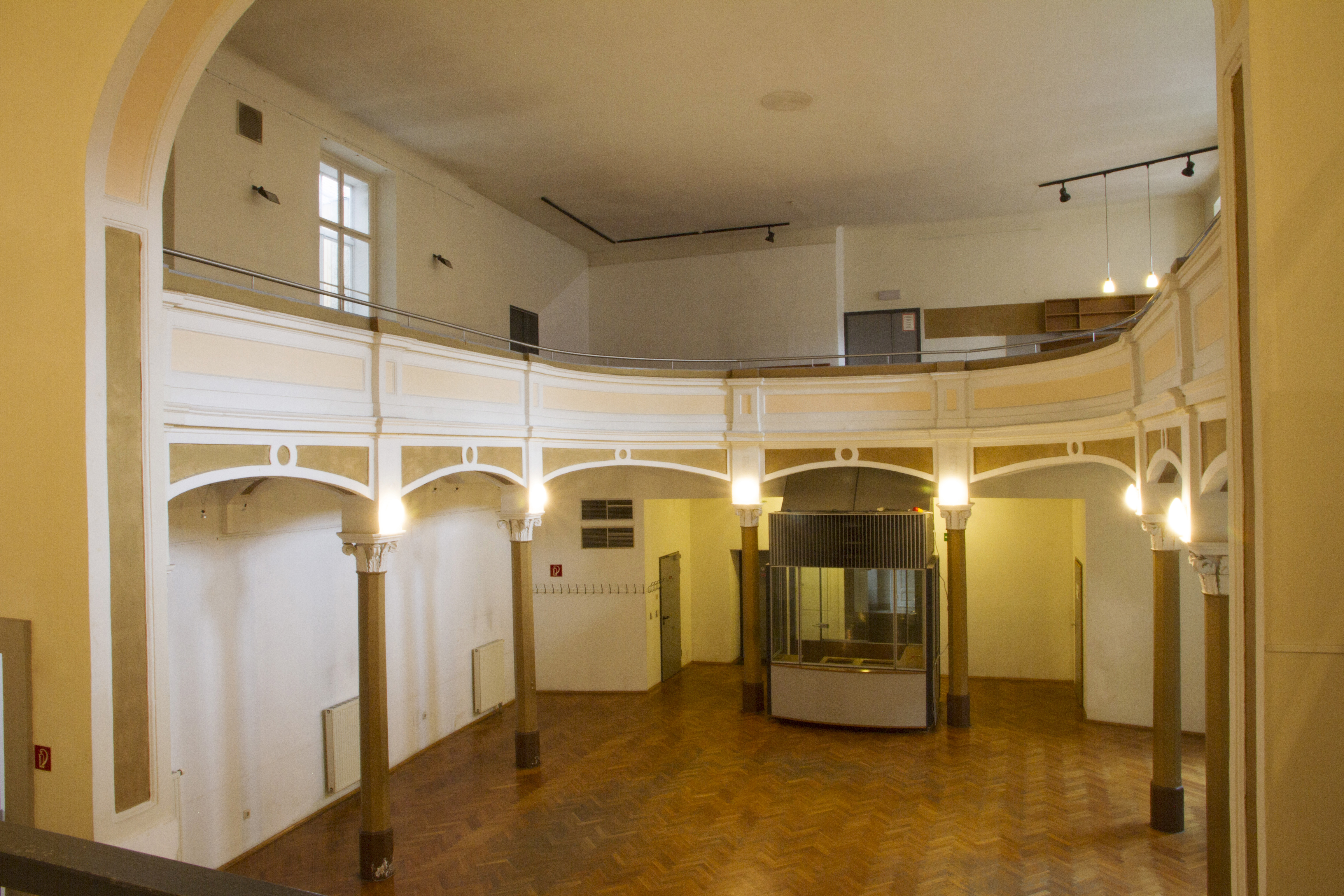
Theater des Gesellenvereins Graz

Das Theater des Gesellenvereins ist ein Theater in Graz.

## Geschichte

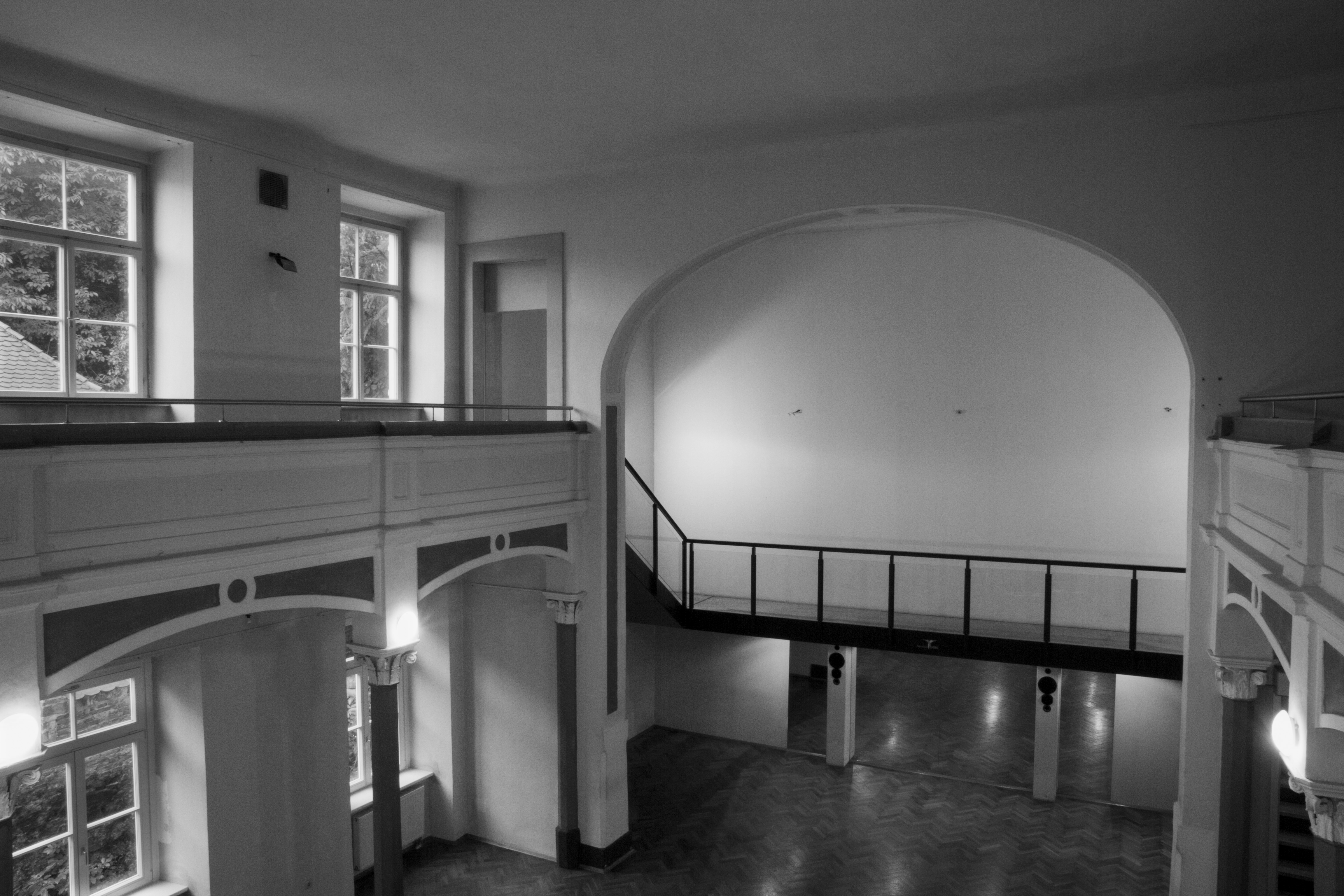
Blick von der Empore

In der Außenerscheinung ist der viergeschoßige Bau von der nach Plänen des renommierten Grazer Architekten Carl Aichinger erfolgten spätbiedermeierlichen Adaptierung des Jahres 1859 bestimmt. Sowohl die vierachsige Straßenfassade als auch die neunachsige Seitenfront sind horizontal von den Sohlbalkengesimsen gleichmäßig gegliedert. Im Kern geht das Gebäude aber auf das 16. Jahrhundert zurück, wie man noch an den Stichkappengewölben in den ersten 2 Geschoßen sowie im Keller gut erkennen kann. Das Treppenhaus mit einer Vierpfeilertreppe hingegen stammt aus der spätbiedermeierlichen Umbauphase.

## Lage und Umgebung
Der am Kaiser-Franz-Josef-Kai 50 in steiler Hanglage errichtete dreiseitige, einen kleinen Innenhof umschließende Bau unter Walmdach ist unmittelbar an den Abhang des Schlossberges angestellt.

## Bedeutung

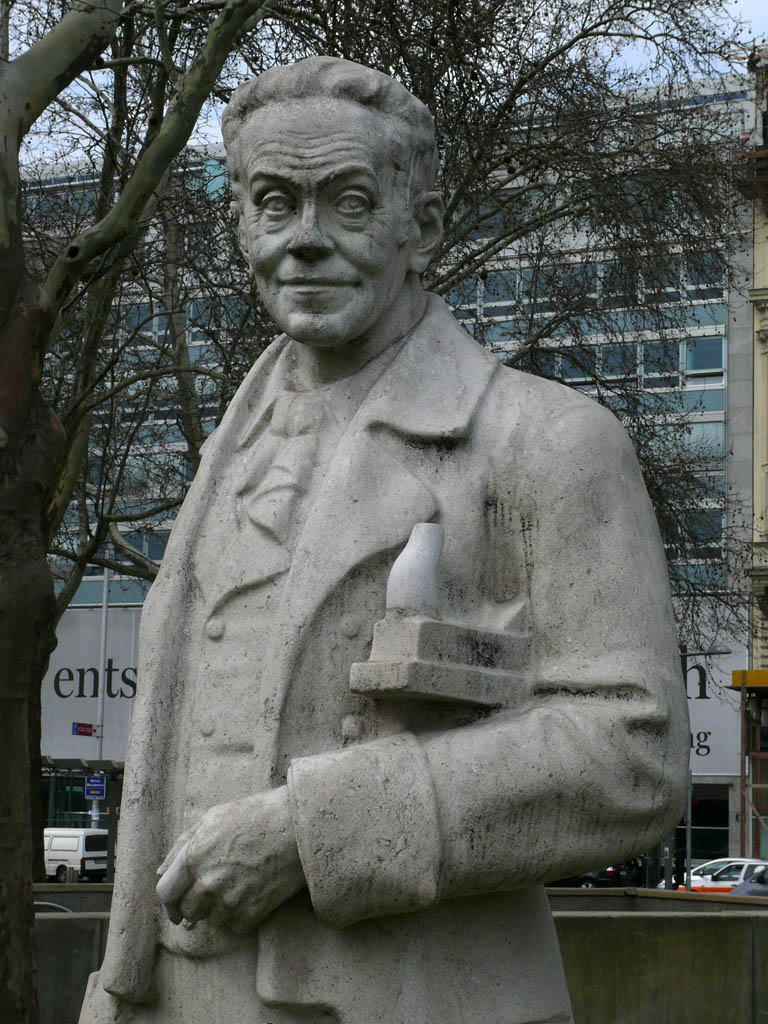
Alexander Girardi

Das Theater befindet sich heute noch weitgehend im Originalzustand. Es blieb trotz der langen Verwendung als Tanzschule weitgehend in seiner ursprünglichen Form erhalten. Der vom Architekten Carl Aichinger entworfene, künstlerisch und kulturell bedeutende Theatersaal mit korinthischen Holzsäulen und Empore ist in Graz einzigartig.
Alexander Girardi, der österreichische Schauspieler und Operettensänger (Tenor), ist in diesem Theater das erste Mal öffentlich als Schauspieler aufgetreten.

## Nutzung
Das Theater wurde von 1860 bis 1914 auch als solches vom Gesellenverein Graz genutzt. Von 1916 bis 2018 erfolgte eine Nutzung als Tanzschulraum (Tanzschule Nebel). Gegenwärtig wird der Theatersaal von den zwei Grazer Theaterinitiativen aXe und Quadrat renoviert und revitalisiert, um im Herbst 2024 erneut als Theaterraum eröffnet zu werden.
Laut Medienbericht vom April 2025 soll das Haus unter dem Namen Theaterhaus von freien Gruppen bespielt werden.